# Terre del Reno
Terre del Reno (Tèr dal Raggn in dialetto bolognese) è un comune italiano sparso di 10 264 abitanti nella provincia di Ferrara in Emilia-Romagna.

## Storia
È stato istituito il 1º gennaio 2017 dalla fusione dei comuni di Mirabello e Sant'Agostino, a seguito di un referendum consultivo tra i cittadini, conclusosi con 1 654 sì contro 1 254 no.

### Simboli
Stemma
Lo stemma è stato scelto nel 2021 dagli abitanti del comune mediante un referendum popolare e concesso con decreto del presidente della Repubblica nell'aprile del 2022.
Il fiume Reno è rappresentato da una fascia ondata di argento e di azzurro da cui escono due racemi di farnia e di frassino che si intrecciano simmetricamente e circondano due stelle che simboleggiano i centri abitati di Mirabello e Sant'Agostino. Gli smalti verde, argento e azzurro, evocano l'ambiente verdeggiante e fluviale del territorio comunale.
Gonfalone
Bandiera

## Monumenti e luoghi d'interesse

### Architetture religiose
- Chiesa di Sant'Agostino, parrocchiale a Sant'Agostino
- Chiesa di San Giovanni Battista, parrocchiale a Dosso
- Chiesa di San Paolo a Mirabello
- Cimitero di Sant'Agostino-San Carlo

### Architetture civili
- Palazzo Sessa-Aldrovandi a Mirabello
- Ex scuola elementare di Sant'Agostino
- Ex scuola media di Sant'Agostino
- Villa Cassini-Rabboni

## Società

### Evoluzione demografica
Abitanti censiti

### Etnie e minoranze straniere
Al 31 dicembre 2023 la popolazione straniera era di 1 117 persone, pari al 10,83% dei residenti.

## Amministrazione
Di seguito è presentata una tabella relativa alle amministrazioni che si sono succedute in questo comune.
| Periodo         | Periodo        | Primo cittadino | Partito                                | Carica                  | Note |
| --------------- | -------------- | --------------- | -------------------------------------- | ----------------------- | ---- |
| 1º gennaio 2017 | 12 giugno 2017 | Adriana Sabato  | -                                      | Commissario prefettizio |      |
| 12 giugno 2017  | in carica      | Roberto Lodi    | Lista civica Terre unite (LN, FI, FdI) | Sindaco                 |      |